# Belanduru, Hosanagara
Belanduru là một làng thuộc tehsil Hosanagara, huyện Shimoga, bang Karnataka, Ấn Độ.